# 土と兵隊
『土と兵隊』（つちとへいたい）は、火野葦平の小説、またそれを原作として昭和14年（1939年）に公開された日本の戦争映画である。

## 小説
『土と兵隊』は昭和12年11月に行われた、杭州湾上陸を描いた小説であり、歴史上の時系列に照らし合わせれば、『麦と兵隊』における、徐州攻略戦の前年にあたる出来事である。
小説は弟に対する手紙という形式から始まる。主人公であり、作者でもある火野伍長が、第二分隊長として十三名の部下隊員と共に熾烈な戦闘を繰り広げながら進軍を続ける兵隊たちの心情、戦場の様相、大陸の風景が描写される。
敗残兵や便衣兵からの襲撃を受け、敵中をボロボロになりながらも行軍を続ける部隊は、劇中において、その作戦の目的として、「上海戦線の戦況を有利に展開するために、敵の背後をおびやかすために、杭州湾に敵前上陸をやったのである。敵はふいをくって潰走した。蒋介石は必死になって防衛するために嘉興という所まで出て来とる、嘉興が我々の最終決戦で、嘉興が落ちたら国民政府は降参するのだ」と語られている。
物語の終盤において、敵のトーチカから、激しい抵抗を受けながらもどうにか、トーチカを奪取し、支那兵が降参して出てきた。トーチカから出てきた若い兵隊はどれも日本人によく似ている。そのなかにほとんど少年といえる若く、女と見紛う美しい二人の兄弟が泣きながら火野伍長にすがり付き、母の写真を見せ、身ぶり手振りで殺さないでくれと命乞いをし、それに頷いた。
激しい戦闘の休止の後に数珠繋ぎにされた捕虜が居ないことに気づいて近くの兵隊に尋ねると全員殺しましたと兵隊は答えた。散兵壕に三十六人の死骸を見て、怒りや吐き気を感じ立ち去ろうとするなかに半死の支那兵を見つけ、最後の力を振り絞るように、自らの胸を指して殺してくれと訴える支那兵を火野伍長が撃った。すると小隊長からなぜ戦場で無意味な発砲をすると問われ、どうしてこんな無慙なことをするのか。と言いたかったがいえなかった。
- 『土と兵隊』火野葦平、改造社、昭和13年（1938年）

## 映画
当時は、日中戦争に突入した頃の戦意高揚用の国策映画として作られたため、戦後にフィルムはGHQに接収された。現在見ることができるのは、接収を経て返還されたものだが、オリジナルに比べて30分近く欠落している。1968年7月25日に日活により再公開された時は119分であった。

### スタッフ
- 原作：火野葦平
- 脚色：笠原良三、陶山鉄
- 監督：田坂具隆
- 撮影：伊佐山三郎、横田達之
- 助監督：市川哲夫、芦原正
- 衣裳：二本松繁、鴨下行雄
- 編集：福田理三郎、辻井正則
- 音楽：中川栄三

### キャスト
- 荒川部隊長：東勇路
- 清水大尉：山本礼三郎
- 山崎少尉：荒木重夫
- 玉井伍長：小杉勇
- 坂上二等兵：井染四郎
- 中川上等兵：西春彦
- 戸成上等兵：菊地良一
- 白橋上等兵：土田義雄
- 内藤一等兵：長尾敏之助
- 田村一等兵：加藤章
- 早瀬一等兵：笠井三岐雄
- 高橋一等兵：谷雄二
- 末永一等兵：朝日昇
- 吉田一等兵：井上敏正
- 湊一等兵：南進一
- 甲斐一等兵：黒騎進
- 古城一等兵：小坂信夫
- 乗本一等兵：秋見敬三
- 松原一等兵：松原輝夫
- 工兵中尉：見明凡太郎
- 今村准尉：佐藤円治
- 田島軍曹：佐々木正時
- 小林伍長：伊澤一郎
- 枝松伍長：米倉勇
- 中本伍長：明日山研
- 上原伍長：池上良夫
- 谷村一等兵：高品直吉